# 흡연율
흡연율(吸煙率)은 조사 대상 중 담배의 흡연을 하는 사람의 비율이다.
국가별로 보면 동양에서는 남성 흡연율이 높고 여성 흡연율이 매우 낮은 반면 서양에서는 남성 흡연율과 여성 흡연율이 거의 비슷하다. 세계 폐 재단 (World Lung Foundation)의 자료 (2004년)에 따르면, 중국은 28.2 (남성 52.9, 여성 2.4)%인데 반해 미국은 27.1 (남성 31.2, 여성 23.0)%였다.